# British Motor Corporation
The British Motor Corporation Limited (BMC) var en britisk køretøjsproducent, der blev dannet i april 1952 ved en fusion mellem Morris Motors og Austin Motor Company. BMC erhvervede aktierne i Morris Motors og Austin Motor Company. Morris Motors var holdingselskab for produktionsvirksomhederne i Nuffield Organisation, der producerede biler under mærkerne Morris, MG, Riley og Wolseley.
I september 1965 overtog BMC kontrollen med sin leverandør af karosserier, Pressed Steel, og erhvervede også i processen Jaguars karosserileverandør. I september 1966 fusionerede BMC med Jaguar Cars. I december 1966 ændrede BMC navn til British Motor Holdings Limited (BMH).
BMH fusionerede i maj 1968 med Leyland Motor Corporation Limited, som fremstillede lastbiler og busser og ejede Standard-Triumph International Limited, og blev til British Leyland.

## Historie
BMC var ved fusionen i 1952 den største europæiske bilproducent og stod for 39% af den britiske bilproduktion. BMC producerede en bred vifte af biler under mærkerne Austin, Morris, MG, Austin-Healey, Riley og Wolseley, samt erhvervskøretøjer og traktorer, der også blev solgt under BMC-mærket. Selskabets første bestyrelsesformand var William Morris, 1st Viscount Nuffield, der i slutningen af 1952 blev afløst af Austins Leonard Lord, der forblev på posten indtil sin 65-års fødselsdag i 1961.
BMC's hovedkvarter var på Austins fabrik i Longbridge nær Birmingham, og Austin var den dominerende partner i gruppen, primært på grund af formanden, hvis animositet mod Morris indebar, at Austins organisation blev tilgodeset i det fusionerede selskab, hvilket skabte en "dem og os"-kultur indenfor selskabet. Brugen af Morris’ motordesign blev opgivet inden for tre år. Alle nye bildesigns blev givet koden ADO; oprindeligt en Austin-betegnelse (Austin Design Office), men efter fusionen kaldet "Amalgamated Drawing Office". Fabrikken i Longbridge var blevet gennemgribende moderniseret i 1951 og fremstod moderne i modsætning til Nuffields 16 forskellige og ofte gammeldags fabrikker spredt over The Midlands. Austins ledelsessystemer, især omkostningskontrol og markedsføring, var imidlertid ikke så gode som Nuffields, og da markedet ændrede sig fra mangel på biler til konkurrence, fik dette betydning for BMC, der solgte flere af sine modeller med tab. Resultatet var, at selv om BMC solgte mange biler, så genererede omsætningen ikke tilstrækkeligt overskud til at investere i nye modeller.
På tidspunktet for fusionen i 1952 havde hvert mærke et veletableret forhandlernetværk. BMC fastholdt de separate forhandlernetværk, hvilket første til, at der i distributionsleddet opstod en betydelig intern konkurrence, selv om hvert mærkes modeller delte platform. Morris og Austin konkurrerede om stort set det samme markedssegment, og modellerne adskilte sig alene ved navnet. Riley og Wolseley modellerne blev solgt i meget små antal.
BMC’s modeller havde et konservativt design, der op i gennem 1950’erne fik modellerne til at se gammeldags ud. Det fik i 1958 Leonard Lord til at antage Battista Farina (Pininfarina) til at redesigne BMC’s modeller. Farina designede tre grundmodeller ("the Farina Saloons"), der blev fremstillet i forskellige udgaver på tværs af BMC's mærker. Modellerne havde et innovativt design, men modellerne var baseret på BMC’s eksisterende og forældede basiskonstruktioner. BMC's modeller solgte dog fortsat godt i Storbritannien, og i BMC's bedste år, 1960, producerede BMC 1,36 mio. biler.
BMC havde i midten af 1960'erne vanskeligheder med at fastholde markedsandele og at tjene penge på produktionen. I 1965 overtog BMC Pressed Steel, der leverede karrosserier til bl.a. BMC. Året efter overtog BMC Jaguar Cars og BMC ændrede kort efter navn til British Motor Holdings (BMH).
Den britiske labour-regering under Harold Wilson havde som politisk ønske at konsolidere bl.a. den britiske bilindustri. Teknologiminister Tony Benn pressede på for at gennemføre yderligere fusioner i branchen og BMH fusionerede herefter i 1968 med Leyland Motor Corporation (LMC) og dannede British Leyland Motor Corporation (BLMC), der blev den største bilproducent i Storbritannien, og BMC var herefter endelig ophørt. BMC's mærker blev ført videre af British Leyland, der dog selv blev opløst i 1986. Af BMC's mærker er det i 2023 kun Jaguar- og MG-mærkerne, der benyttes til salg af biler. Jaguar er ejet af indiske Tata Motors, og MG fremstilles i Kina af SAIC Motor. Et britisk firma forsøger at sælge en moderne elektrisk udgave af Morris' varevogn "J-type".

## BMC modeller

### Eksisterende modeller ved fusionen i 1952

#### Austin
- Austin A125 Sheerline 1947–54
- Austin A135 Princess 1947–56
- Austin A40 Sports 1950–53
- Austin A70 Hereford 1950–54
- Austin A30 1951–56
- Austin A90 Atlantic 1949–52
- Austin A40 Devon 1947–52

#### MG
- MG TD 1949–53
- MG TF 1953–55
- MG Y-type 1947–53

#### Morris
- Morris Minor 1948–71
- Morris Oxford MO 1948–54
- Morris Six MS 1948–53

#### Riley
- Riley RM series 1945–55

#### Wolseley
- Wolseley 4/50 1948–53
- Wolseley 6/80 1948–54
- Nuffield Oxford Taxi 1947–55

### BMC designede modeller

#### Austin
- Austin A40 Somerset 1952–54
- Austin A40 Cambridge 1954–58
- Austin A90 Westminster 1954–68
- Austin Metropolitan 1954–61
- Austin A35 1956–59
- Austin Lancer (Australien) 1958–62
- Austin Princess IV 1956–57
- Austin A40 Farina 1958–67
- Austin A55 Cambridge 1959–61
- Austin A60 Cambridge 1961–69
- Austin Seven (Mini) 1959–89
- Austin Freeway (Australien) 1962–65
- Austin 1100/1300 1963–74
- Austin 1800 1964–75
- Austin 3-Litre 1967–71
- Austin Maxi 1969–81 (designet i BMC-æraen)

#### Austin-Healey
- Austin-Healey 100 1953–59
- Austin-Healey 3000 1959–68
- Austin-Healey Sprite 1958–71

#### MG
- MG A 1955–62
- MG Magnette ZA/ZB 1953–59
- MG Magnette Mk III/Mk IV 1959–68
- MG Midget 1961–74
- MGB 1962–80
- MG 1100/1300 1962–73
- MGC 1967–69

#### Morris
- Morris Oxford MO 1948–54
- Morris Oxford series II 1954–56
- Morris Oxford series III 1956–59
- Morris Oxford Farina 1959–71
- Morris Cowley 1954–59
- Morris Isis 1955–58
- Morris Marshal (Australien) 1957–60
- Morris Major (Australien) 1958–64
- Morris Mini Minor (Mini) 1959–2000
- Morris 1100/1300 1963–74
- Morris 1800 1964–75

#### Princess
- Princess IV 1957–59
- Princess 3 litre 1959–60

#### Riley
- Riley Pathfinder 1953–57
- Riley 2.6 1958–59
- Riley 1.5 1957–65
- Riley 4/68 1959–61
- Riley 4/72 1961–69
- Riley Elf 1961–69
- Riley Kestrel 1965–69

#### Vanden Plas
- Vanden Plas Princess 3-Litre 1960–64
- Vanden Plas Princess 1100/1275/1300 1963–74
- Vanden Plas Princess 4-Litre R 1964–68

#### Wolseley
- Wolseley 4/44 1952–56
- Wolseley 6/90 1954–59
- Wolseley 15/50 1956–58
- Wolseley 1500 1957–65
- Wolseley 15/60 1958–61
- Wolseley 16/60 1961–71
- Wolseley 6/99 1959–61
- Wolseley 6/110 1961–68
- Wolseley Hornet 1961–69
- Wolseley 24/80 (Australia) 1962–67
- Wolsleley 1100/1300 1965–73
- Wolseley 18/85 1967–72

## Erhvervskøretøjer
De fleste af BMC's erhvervskøretøjer blev solgt under Morris-mærket, men blev også solgt under Austin-mærket. Mindre lastvogne blev ofte solgt under BMC-mærket.

### Varevogne
- Morris Z-series ¼-ton (Morris Eight Series E) 1940–53
- Morris ¼-ton O-Type (Morris Minor-based van) 1953–71
- Morris Cowley MCV (Morris Cowley#Morris Cowley MCV (1950–1956) van) 1950–56
- Austin A30 van 1954–56
- Austin A35 van 1956–68
- Austin A35 pick-up 1956–57
- Morris ½-ton (Morris Cowley#½-ton series III Series III van) 1956–62
- Austin A55 van 1958–62
- Austin A55 pick-up (australsk bygget) 1958–62
- Mini van 1960–82
- Mini pick-up 1961–82
- Austin A40 Farina van (kun eksport) 1961–67
- Austin 1800 Utility (australsk bygget) 1967–74

### Større varevogne
- Austin K8 1948–1954
- Morris J-type 1949–1960
- Morris LD 1952–1968
- Morris J2 1956–1967
- Morris 250 JU[11] 1967–
- Austin/Morris J4 1960–1974

### Taxier og hyrevogne
- Austin FX3 Taxi 1949–58
- Austin FL1 Hire Car 1949-58
- Austin FX4 Taxi 1958-82
- Austin FL2 Hire Car 1958-82

### Små lastbiler
- Morris LC4 1952–54
- Morris LC5 1954–60
- Morris FV-series (Series I) 1948–54
- Morris FV-series (Series II) 1954–55
- Morris FE-series (Series III) 1955–59
- Morris FG 1960–68
- Morris FM 1961–68
- Morris WE 1955–64
- Morris WF 1964–81
- Morris FF 1958–61
- Morris FH 1961–64
- Morris FJ 1964–68
- BMC VA 1958–76

### Traktorer
Ved fusionen i 1952 blev Nuffield Organizations serie af traktorer overtaget af BMC, som herefter fremstillede traktorerne.